# 国务院财政经济委员会
国务院财政经济委员会是中共中央于1979年3月14日决定在国务院设立，作为研究制定财经工作的方针政策和决定财经工作中的大事的决策机关。同年7月1日，五届全国人大常委会第九次会议通过了上述决定。

## 历史
- 1979年6月12日，第五届全国人大常委会第八次会议决定设立国务院财政经济委员会，统管国家经济全局。
- 1980年3月17日，中共中央政治局常委会决定：成立以赵紫阳为组长的中央财经领导小组，撤销国务院财政经济委员会。8月30日-9月10日，五届全国人大三次会议在北京举行，会议决定：赵紫阳接替华国锋出任总理，邓小平、李先念、陈云、徐向前、王震不再兼任国务院副总理。
- 1981年3月6日，第五届全国人大常委会第十七次会议通过决议撤销国务院财政经济委员会。

## 组成人员
- 主任
  - 陈云
- 副主任： 
  - 李先念
- 秘书长： 
  - 姚依林
- 委员：
  - 余秋里、王震、谷牧、薄一波、王任重、陈国栋、康世恩、张劲夫、金明。